# Erich Topp
Erich Topp (Hanôver, 2 de julho de 1914 - Süßen, 26 de dezembro de 2005), foi um grande comandante de submarinos alemães durante a Segunda Guerra Mundial, sendo o terceiro maior ás, afundando um total de 230 967 toneladas.

## História
Entrou para a Kriegsmarine no mês de abril de 1934 como sendo um aspirante a oficial, se tornando Leutnant zur See em abril de 1937. Iniciou a sua carreira no cruzador KMS Karlsruhe e após entrou como voluntário para a arma submarina. Em 1938, após completar o treinamento, foi designado oficial de observação no U-46, comandado pelo Kapitänleutnant Herbert Sohler, recebendo a promoção para Oberleutnant zur See em abril de 1939.

## Segunda Guerra Mundial
Com o início da Segunda Guerra Mundial, Topp já havia feito as suas duas primeiras patrulhas de guerra no mês de novembro de 1939, recebendo o Badge de Guerra dos U-Boot. Em 5 de junho de 1940, Topp recebeu o comando de um pequeno submarino costeiro Tipo IIC, o U-57. Nas duas patrulhas que fez ficou 36 dias no mar entre junho e setembro de 1940, acabou afundou seis navios que totalizaram 37.000 toneladas. Mas a carreira no U-57 foi interrompida quando este se chocou acidentalmente com um cargueiro norueguês e afundou.
Contudo, ele recebeu em dezembro de 1940 o comando de um novo Tipo VIIC, o U-552. Foi neste U-Boot que Erich Topp seria bem sucedido, contra os comboios do Atlântico em 1941 e na costa oeste da América do Norte no início de 1942. Até este período foram afundados vários navios norte-americanos até que estes desenvolveram táticas anti-submarino eficientes. Em Junho de 1941 Topp foi condecorado com a Cruz do Cavaleiro da Cruz de Ferro, sendo promovido a Kapitänleutnant em setembro do mesmo ano.

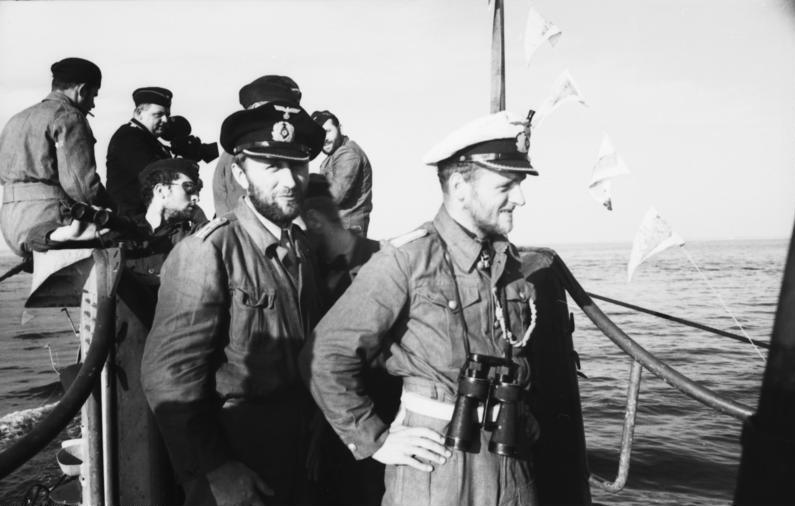
U-552 retornando a St. Nazaire.

Após afundar 5 petroleiros Aliados em abril de 1942 ele recebeu as Folhas de Carvalho, totalizando mais de 35.000 toneladas em 16 dias. Foi também condecorado com o Badge dos U-Boot com Diamantes, sendo este um presente pessoal do comandante-em-chefe da Kriegsmarine, Grossadmiral Erich Raeder, condecoração que era somente entregue para os comandantes de submarino que tinham ganhado as Folhas de Carvalho.
Em 17 de agosto de 1942, Topp foi condecorado com a Cruz de Cavaleiro da Cruz de Ferro, com Folhas de Carvalho e Espadas e juntamente veio a promoção para Korvettenkapitän. Na torre de seu submarino foi pintado um diabo vermelho com um porrete, que ganhou o apelido de “Rotesteufelboot”.
No mês de setembro de 1942, Topp recebeu um posto em terra (esta era uma prática comum, já que a experiência de tais comandantes altamente condecorados poderia ser melhor utilizada em postos de comando, e também pelo fato de que seria um forte golpe no moral se perdessem tais ases no mar). Em terra, Topp comandou uma unidade de treinamento tático, a 27ª Flotilha de Submarinos em Gotenhafen, sendo o responsável pelas instruções para o uso do novo e revolucionário submarino Tipo XXI.
Foi promovido a Fregattenkapitän em 1 de dezembro de 1944, Topp voltou ao mar em 23 de março de 1945. Comandou durante as últimas semanas da guerra o U-3010 e o U-2513, os dois do Tipo XXI, mas não chegou a fazer patrulhas.
Erich Topp sobreviveu à Segunda Guerra Mundial e se tornou o terceiro mais bem-sucedido comandante de submarinos em termos de tonelagem afundada. Afundou 33 navios e danificou outros quatro, num total de 298 dias no mar, totalizando mais de 200.000 toneladas.

## Pós Guerra
Após a guerra, Topp se tornou um arquiteto se juntando a Bundesmarine (Marinha da República Federal Alemã) em março de 1958. Serviu como membro do estado-maior do comitê militar da OTAN pos muitos anos e chegou a sub-comandante da pequena força de submarinos alemães. Topp se aposentou em 1969 com a patente de Konteradmiral, e após trabalhou como consultor da indústria naval. Foi condecorado com a Grã-Cruz do Mérito por seus serviços com a República Federal.
Publicou suas memórias de guerra, “A Odisséia de um Comandante de Submarino”, em 1990. Também foi consultor técnico de um jogo de computador “Silent Hunter II”. Sempre esteve disposto a ajudar historiadores e entusiastas dos submarinos.
Infelizmente, um criminoso se aproveitou de sua hospitalidade para entrar na sua casa, e roubou todas as suas condecorações militares, incluindo sua preciosíssima Adaga de Honra Naval cravejada de diamantes, presenteada a ele por Karl Dönitz, que nunca foram recuperados.
Erich Topp veio a falecer em Süssen, aos 91 anos de idade no dia 26 de dezembro de 2005.

## Carreira

### Patentes
| Fähnrich zur See     | 1 de Julho de 1935    |
| Leutnant zur See     | 1 de Abril de 1937    |
| Oberleutnant zur See | 1 de Abril de 1939    |
| Kapitänleutnant      | 1 de Setembro de 1941 |
| Korvettenkapitän     | 17 de Agosto de 1942  |
| Fregattenkapitän     | 1 de Dezembro de 1944 |

### Condecorações
| U-Boot Kriegsabzeichen (Ohne Brillianten)                                 | 7 de Novembro de 1939 |
| Cruz de Ferro 2ª Classe                                                   | 1 de Janeiro de 1940  |
| Cruz de Ferro 1ª Classe                                                   | 1 de Setembro de 1940 |
| Cruz de Cavaleiro da Cruz de Ferro                                        | 20 de Junho de 1941   |
| Wehrmachtbericht                                                          | 3 de Julho de 1941    |
| Wehrmachtbericht                                                          | 11 de Abril de 1942   |
| Cruz de Cavaleiro da Cruz de Ferro com Folhas de Carvalho nº 87           | 11 de Abril de 1942   |
| U-Boot Kriegsabzeichen mit Brillianten (em ouro)                          | 11 de Abril de 1942   |
| Wehrmachtbericht                                                          | 18 de Junho de 1942   |
| Cruz de Cavaleiro da Cruz de Ferro com Folhas de Carvalho e Espadas nº 17 | 17 de Agosto de 1942  |
| Kriegsverdienstkreuz de 2ª Classe com Espadas                             | 30 de Janeiro de 1944 |
| Kriegsverdienstkreuz de 1ª Classe com Espadas                             | ??.??.1944            |
| Ehrendolch der Kriegsmarine                                               |                       |

### Patrulhas
|              | U-Boot       | Partida                 | Partida      | Chegada                 | Chegada      | Dias     | Toneladas |
| ------------ | ------------ | ----------------------- | ------------ | ----------------------- | ------------ | -------- | --------- |
| 1            | U-57         | 11 Jul 1940             | Kiel         | 20 Jul 1940             | Bergen       | 10 dias  | 10,612    |
| 2            | U-57         | 22 Jul 1940             | Bergen       | 7 Ago 1940              | Lorient      | 17 dias  | 2,161     |
| 3            | U-57         | 14 Ago 1940             | Lorient      | 3 Set 1940              | Afundado     | 21 dias  | 29,495    |
| 4            | U-552        | 13 de Fevereiro de 1941 | Kiel         | 15 de Fevereiro de 1941 | Helgoland    | 3 dias   |           |
| 5            | U-552        | 18 de Fevereiro de 1941 | Helgoland    | 16 de Março de 1941     | St. Nazaire  | 27 dias  | 12,749    |
| 6            | U-552        | 7 de Abril de 1941      | St. Nazaire  | 6 de Maio de 1941       | St. Nazaire  | 30 dias  | 24,119    |
| 7            | U-552        | 25 de Maio de 1941      | St. Nazaire  | 2 de Julho de 1941      | St. Nazaire  | 39 dias  | 24,401    |
| 8            | U-552        | 18 de Agosto de 1941    | St. Nazaire  | 26 de Agosto de 1941    | St. Nazaire  | 9 dias   | 2,129     |
| 9            | U-552        | 4 de Setembro de 1941   | St. Nazaire  | 5 de Outubro de 1941    | St. Nazaire  | 32 dias  | 18,687    |
| 10           | U-552        | 25 de Outubro de 1941   | St. Nazaire  | 26 de Novembro de 1941  | St. Nazaire  | 33 dias  | 1,190     |
| 11           | U-552        | 25 de Dezembro de 1941  | St. Nazaire  | 27 de Janeiro de 1942   | St. Nazaire  | 34 dias  | 10,560    |
| 12           | U-552        | 7 de Março de 1942      | St. Nazaire  | 27 de Abril de 1942     | St. Nazaire  | 52 dias  | 45,731    |
| 13           | U-552        | 9 de Junho de 1942      | St. Nazaire  | 19 de Junho de 1942     | St. Nazaire  | 11 dias  | 15,858    |
| 14           | U-552        | 4 de Julho de 1942      | St. Nazaire  | 13 de Agosto de 1942    | St. Nazaire  | 41 dias  | 33,275    |
| 12 Patrulhas | 12 Patrulhas | 12 Patrulhas            | 12 Patrulhas | 12 Patrulhas            | 12 Patrulhas | 346 dias | 230 967 t |

### Sucessos
- 35 navios afundados num total de 197,460 GRT
- 1 navio de guerra afundado num total de 1,190 toneladas
- 4 navios danificados num total de 32,317 GRT

| Data        | U-Boot | Nome da Embarcação         | Toneladas | Nacionalidade   |
| ----------- | ------ | -------------------------- | --------- | --------------- |
| 17 Jul 1940 | U-57   | Manipur                    | 8,652     | britânico       |
| 17 Jul 1940 | U-57   | O.A. Brodin                | 1,960     | sueco           |
| 3 Ago 1940  | U-57   | Atos                       | 2,161     | sueco           |
| 24 Ago 1940 | U-57   | Cumberland                 | 10,939    | britânico       |
| 24 Ago 1940 | U-57   | Havildar (danificado)      | 5,407     | britânico       |
| 24 Ago 1940 | U-57   | Saint Dunstan              | 5,681     | britânico       |
| 25 Ago 1940 | U-57   | Pecten                     | 7,468     | britânico       |
| 1 Mar 1941  | U-552  | Cadillac                   | 12,062    | britânico       |
| 10 Mar 1941 | U-552  | Reykjaborg                 | 687       | is              |
| 27 Abr 1941 | U-552  | Beacon Grange              | 10,119    | britânico       |
| 27 Abr 1941 | U-552  | Commander Horton           | 227       | britânico       |
| 28 Abr 1941 | U-552  | Capulet (danificado)       | 8,190     | britânico       |
| 1 Mai 1941  | U-552  | Nerissa                    | 5,583     | britânico       |
| 10 Jun 1941 | U-552  | Ainderby                   | 4,860     | britânico       |
| 12 Jun 1941 | U-552  | Chinese Prince             | 8,593     | britânico       |
| 18 Jun 1941 | U-552  | Norfolk                    | 10,948    | britânico       |
| 23 Ago 1941 | U-552  | Spind                      | 2,129     | norueguês       |
| 20 Set 1941 | U-552  | Barbro                     | 6,325     | norueguês       |
| 20 Set 1941 | U-552  | Pink Star                  | 4,150     | panamenho       |
| 20 Set 1941 | U-552  | T.J. Williams              | 8,212     | britânico       |
| 31 Out 1941 | U-552  | USS Reuben James (DD 245)  | 1,190     | norte-americano |
| 15 Jan 1942 | U-552  | Dayrose                    | 4,113     | britânico       |
| 18 Jan 1942 | U-552  | Frances Salman             | 2,609     | norte-americano |
| 20 Jan 1942 | U-552  | Maro                       | 3,838     | grego           |
| 25 Mar 1942 | U-552  | Ocana                      | 6,256     | holandês        |
| 3 Abr 1942  | U-552  | David H. Atwater           | 2,438     | norte-americano |
| 5 Abr 1942  | U-552  | Byron D. Benson            | 7,953     | norte-americano |
| 7 Abr 1942  | U-552  | British Splendour          | 7,138     | britânico       |
| 7 Abr 1942  | U-552  | Lancing                    | 7,866     | norueguês       |
| 9 Abr 1942  | U-552  | Atlas                      | 7,137     | norte-americano |
| 10 Abr 1942 | U-552  | Tamaulipas                 | 6,943     | norte-americano |
| 15 Jun 1942 | U-552  | City of Oxford             | 2,759     | britânico       |
| 15 Jun 1942 | U-552  | Etrib                      | 1,943     | britânico       |
| 15 Jun 1942 | U-552  | Pelayo                     | 1,346     | britânico       |
| 15 Jun 1942 | U-552  | Slemdal                    | 7,374     | norueguês       |
| 15 Jun 1942 | U-552  | Thurso                     | 2,436     | britânico       |
| 25 Jul 1942 | U-552  | British Merit (danificado) | 8,093     | britânico       |
| 25 Jul 1942 | U-552  | Broompark                  | 5,136     | britânico       |
| 3 Ago 1942  | U-552  | G.S. Walden (danificado)   | 10,627    | britânico       |
| 3 Ago 1942  | U-552  | Lochkatrine                | 9,419     | britânico       |
| Total       | Total  | Total                      | 230 967 t |                 |